# Логудорский диалект

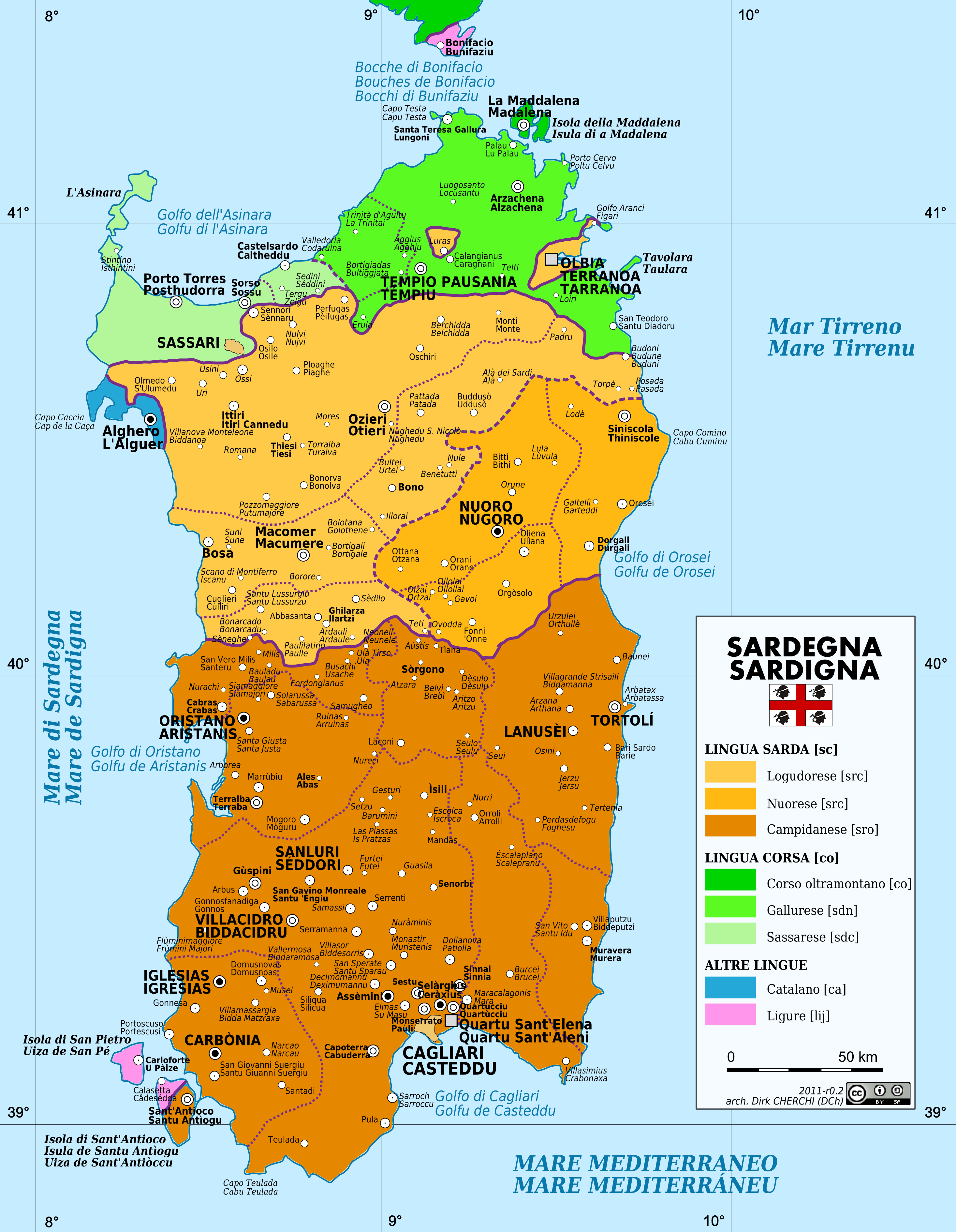
Распространение сардинского и других языков на острове Сардиния

Логудорский диалект (сард. Sardu Logudoresu) — стандартизированный вариант сардинского языка, часто считается наиболее консервативным из всех романских языков. Его ISO 639-3 код src. Италоговорящие не понимают сардинский, который является отдельным языком.

## Характеристики
Латинское G и K до /i, e/ не палатализовано в логудорском диалекте, в отличие от всех остальных романских языков. Ср. логудорское kentu с итальянским cento /ˈtʃɛnto/, испанским ciento /ˈθjento/, /ˈsjento/ и французским cent /sɑ̃/. Как и другие диалекты сардинского, большинство субдиалектов логудорского также подверглись лениции, в частности, в интервокальных позициях -/p/-, -/t/ - и -/k/-/ (например, лат. focum > fogu "огонь", ripa > riba "берег", rota > roda "волна"). 
Логудорский является понятным для тех, кто живёт в южной части Сардинии, где говорят на кампиданском, но не понятен для живущих на крайнем севере острова, где говорят на корсикано–сардинских диалектах.

## Лингвоареал
Область Логудоро (название возникло как контаминация названия королевства Логу-де-Торрес), в которой говорят на логудорском, расположена в северной части острова Сардиния, имеющей тесные культурные и языковые связи с Оцьери и Нуоро, а также историю, важные особенности в западном районе, где находится самый значительный город Иттири. Это площадь примерно 150 × 100 км с населением около 500 000–700 000 человек.

## Происхождение и особенности
Происхождение диалекта было исследовано Эдуардо Бласко Феррер и другими. Язык происходит от латинского и старолатинского, протосардского (нурагического) субстрата, но оказался под влиянием каталонского и испанского языков во время владычества короны Арагона и позже Испанской империи над островом. Логудорский — это северный макродиалект сардинского языка, в то время, как южным макродиалектом является кампиданский, на котором говорят в южной половине острова. В обоих вариантах есть определённое общее происхождение и история, но они подверглись влиянию нескольких разных событий.
Хотя диалект является типично романским, некоторые слова в нем не латинского происхождения и неопределенной этимологии. Одним из таких является "нура", производное от "нураги", доримской архитектуры острова, из-за которой доримскую эпоху в истории острова называют нурагической. Различные географические названия также имеют корни, которые поддаются анализу.
Логудорский диалект медленно изменялся под действием народной латыни, в отличие от других романских диалектов, так, лингвист Марио Пей определил, что 8% степень разделения от латинского в нуорском субдиалекте, что весьма скромно по сравнению с другими романскими языками. По этой причине, а также ввиду сохранности многих произведений традиционной литературы с XV века, логудорский считается самым важным диалектом сардинского.

## Субдиалекты
Логудорский диалект имеет несколько говоров (субдиалектов), некоторые из которых ограничиваются отдельными деревнями или долинами. Хотя такие различия могут быть заметны, диалекты взаимопонятны, и также понятны говорящим на кампиданских диалектах.
Северный

Центральный (общий)

Нуорский

### Образец текста
| Английский | Логудорский диалект | Переходный месанийский диалект | Кампиданский диалект |
| --- | --- | --- | --- |
| Our Father in heaven, hallowed be Your name. Your kingdom come, Your will be done, on earth as it is in heaven. Give us this day our daily bread, and forgive us our debts, as we also have forgiven our debtors. And lead us not into temptation, but deliver us from evil. | Babbu nostru chi ses in chelu, Santificadu siat su nomine tuo. Benzat a nois su rennu tuo, Siat fatta sa boluntade tua, comente in chelu gai in terra. Dona nos oe su pane nostru de dontzi die, E perdona nos sos peccados nostros, Comente nois perdonamus a sos depidores nostros. E no nos lesses ruer in tentatzione, E libera nos dae male. | Babbu nostru chi ses in celu, Santificau siat su nomine tuu. Bengiat a nos su regnu tuu, Siat fatta sa boluntade tua, comente in celu gasi in terra. Dona nos oe su pane nostru de dogna die, E perdona nos is peccados nostros, Comente nois perdonamus a is depidores nostros. E no nos lesses ruer in tentatzione, E libera nos de male. | Babbu nostu chi ses in celu, Santificau siat su nomini tuu. Bengiat a [no]si su regnu tuu, Siat fatta sa boluntadi tua, comenti in celu aici in terra. Dona [no]si oi su pani nostu de dogna dii, E perdona [no]si is peccaus nostus, Comenti nosu perdonaus a is depidoris nostus. E no [no]si lessis arrui in tentatzioni, E libera [no]si de Mali. |

(Privilegio Logudorese, 1080)
"In nomine Domini amen. Ego iudice Mariano de Lacon fazo ista carta ad onore de omnes homines de Pisas pro xu toloneu ci mi pecterunt: e ego donolislu pro ca lis so ego amicu caru e itsos a mimi; ci nullu imperatore ci lu aet potestare istu locu de non (n)apat comiatu de leuarelis toloneu in placitu: de non occidere pisanu ingratis: e ccausa ipsoro ci lis aem leuare ingratis, de facerlis iustitia inperatore ci nce aet exere intu locu [...]"
(Sa Vitta et sa Morte, et Passione de sanctu Gavinu, Brothu et Ianuariu, 1557)
"Tando su rey barbaru su cane renegadu / de custa resposta multu restayt iradu / & issu martiriu fetit apparigiare / itu su quale fesit fortemente ligare / sos sanctos martires cum bonas catenas / qui li segaant sos ossos cum sas veinas / & totu sas carnes cum petenes de linu."
(Francesco Masala, Sa limba est s'istoria de su mundu, 2000)
"A sos tempos de sa pitzinnìa, in bidda, totus chistionaiamus in limba sarda. In domos nostras no si faeddaiat atera limba. E deo, in sa limba nadìa, cominzei a connoscher totu sas cosas de su mundu. A sos ses annos, intrei in prima elementare e su mastru de iscola proibeit, a mie e a sos fedales mios, de faeddare in s'unica limba chi connoschiamus: depiamus chistionare in limba italiana, «la lingua della Patria», nos nareit, seriu seriu, su mastru de iscola. Gai, totus sos pitzinnos de 'idda, intraian in iscola abbistos e allirgos e nde bessian tontos e cari-tristos."

## Писатели
Большой пласт сардинских стихотворений, песен и литературы написан на логудорском.